# Габороне Юнайтед
«Габороне Юнайтед» — ботсванский футбольный клуб из Габороне. Выступает в Премьер-лиге Ботсваны.

## История
Футбольный клуб «Габороне Юнайтед» был основан в 1967 году в столице Ботсваны городе Габороне. Клуб вошел в историю национального футбола 13 августа 2013 года после того, как заключил спонсорский контракт на три года с Государственной Страховой Компанией Ботсваны по которому должен был получить 3,6 миллиона, став, таким образом, первым Ботсванская футбольным клубом, который заключил спонсорский контракт на сумму в более 3 миллионов.

## Достижения
- Чемпионат Ботсваны
  - Чемпион (7): 1967, 1969, 1970, 1986, 1990, 2009, 2022
  - Серебряный призёр (3): 1993, 1997, 2008
  - Бронзовый призёр (1): 2014

- Кубок вызова Футбольной ассоциации Ботсваны
  - Обладатель (8): 1968, 1970, 1984, 1985, 1990, 2012, 2020, 2022
  - Финалист (3): 1986, 1993, 2000

- Кубок независимости Ботсваны
  - Обладатель (8): 1978, 1979, 1980, 1981, 1984, 1985, 1992, 1993

- Оранж Кебальмо Черити Кап
  - Обладатель (1): 2003

- Маском Топ-8 Кап
  - Обладатель (2): 2013, 2015

## Международные соревнования
| Сезон | Турнир                      | Раунд           | Клуб                  | Дома  | На выезде | Итог           |
| ----- | --------------------------- | --------------- | --------------------- | ----- | --------- | -------------- |
| 1987  | Кубок африканских чемпионов | Предварительный | Матлама               | 0-1   | 0-2       | 0-3            |
| 1991  | Кубок африканских чемпионов | Предварительный | Дэнвер Сандаунс       | 1-0   | 0-1       | 1-1 (2-4 пен.) |
| 1994  | Кубок КАФ                   | 1               | Ферровиариу ди Мапуту | 1-0   | 0-2       | 1-2            |
| 1998  | Кубок КАФ                   | 1               | Нчанга Рейнджерс      | т.п.1 | т.п.1     | т.п.1          |
| 2010  | Лига чемпионов КАФ          | Предварительный | Орландо Пайретс       | 0-0   | 2-2       | 2-2 (в.г.)     |
| 2010  | Лига чемпионов КАФ          | 1               | Кьюрпайп Старлайт     | 3-0   | 3-0       | 6-0            |
| 2010  | Лига чемпионов КАФ          | 2               | Дайнамоз (Хараре)     | 1-0   | 1-4       | 2-4            |
| 2010  | Кубок Конфедерации КАФ      | Плей-офф        | Харас Эль-Ходуд       | 1-0   | 1-8       | 2-8            |
| 2013  | Кубок Конфедерации КАФ      | Предварительный | Лига Мусульмана       | 2-2   | 0-1       | 2-3            |
| 2014  | Кубок Конфедерации КАФ      | Предварительный | Суперспорт Юнайтед    | 0-1   | 0-2       | 0-3            |
| 2016  | Кубок Конфедерации КАФ      | Предварительный | ЕКУ                   | т.п.1 | т.п.1     | т.п.1          |

1- Габороне Юнайтед покинул турнир.